# Saint-Herblain
Saint-Herblain är en kommun i departementet Loire-Atlantique. Den är en förort till Nantes och hade 50 561 invånare i början av 2022, på en yta av 30,02 km².
Saint-Herblain är en av få orter där man kan gå sin skolgång från första klass ända till sista året på gymnasium på bretonska eftersom ett bretonskt skolnätverk etablerats i staden.

## Befolkningsutveckling
Antalet invånare i kommunen Saint-Herblain
| Referens: INSEE |